# Kollektivistisk anarkisme
Anarko-kollektivisme (også kendt som anarkistisk kollektivisme) er en revolutionær anarkistisk ideologi, der ønsker afskaffelsen af staten og den private ejendomsret. I stedet vil samfundets værdier blive ejet kollektivt, hvor folket selv skal administrere sine egne arbejdspladser gennem et fællesskab af kommuner. Dette fællesskab skal skabe en organisering af samfundet fra neden og op, i stedet for at samfundets majoritet skal styres af et autoritært mindretal. Man kan kalde anarko-kollektivismen for den første socialistiske anarkisme, eftersom det var den første anarkisme der helt afviste markedet, efter dets udspring af Proudhons mutualistiske ideer under Første Internationale.
I anarko-kollektivismen er kommunen det helt centrale, og der er ikke nogen der har privilegeret ret til at bestemme hvad der skal produceres. Det er fællesskabet der skal beslutte dette kollektivt. Arbejdernes lønninger skal fastsættes i demokratiske organisationer baseret på de arbejdstimer de har lagt i produktionen. Dette står i kontrast til anarko-kommunismen, hvor lønninger helt ville blive afskaffet, og hvor individerne frit ville kunne tage fra varelagre der indeholdt samfundets oparbejdede værdier, for at kunne ”nyde efter behov”. Fra dette perspektiv, kan anarko-kollektivismen ses som en blanding af individualisme og kollektivisme. 
E. H. Carr, en historiker der skrev om Mikhail Bakunin, gengav en af Bakukins taler således i sin bog Mikhail Bakunin:
| „ | Jeg er ikke kommunist, fordi kommunismen samler og opsluger alle samfundskræfter i staten, fordi det nødvendigvis ender med, at al ejendom forvaltes af staten, hvor jeg derimod ønsker afskaffelsen af staten[.] … Jeg ønsker, at samfundet og den kollektive ejendom organiseres fra neden af og op via frie foreninger, og ikke ovenfra og ned via en autoritet. … Det er i denne betydning af ordet, mine herrer, at jeg er kollektivist, og ikke kommunist. | “ |

Den anarkistiske kommunisme er for det mest associeret med Mikhail Bakunin, de anti-autoritære dele af den Første Internationale, og den spanske anarkistbevægelse.

## Historie

### Bakunins teorier
Anarko-kollektivismen har sin oprindelse hos Mikhail Bakunin (1814-1876).
Bakunin kritiserede ekspertstyre, og påpegede at videnskabsmænd ikke altid har evig ret i alt hvad der siges, eftersom videnskaben ofte modbeviser sig selv på flere områder. Eksperter skal således blot være nogle man bør lytte til, men ikke opfattes som ufejlbarligt når eksperter giver råd.
Han kritiserede også religion, og mente at religion nærmest er løgn og bedrag der bruges som et middel til at undertrykke og holde mennesket nede med, specielt under feudalismen hvor kirken havde stor magt.
Bakunin gik også i nogle af hans tekster stærkt imod Marx og statssocialismen. Han mente at ’proletariatets diktatur’ ville ende med arbejderne som slaver, og at disse nye magthavere aldrig frivilligt ville give magten fra sig.
I hans kritik af kapitalismen påpegede Bakunin at kapitalismen er et autoritært system fordi det er et system hvor mennesker bekæmper hinanden i stedet for at samarbejde. Han påpegede at arbejderen under kapitalismen er nødt til at vandre fra virksomhed til virksomhed og hver eneste gang underkaste sig dominans fra kapitalisterne, for at kunne tjene til det daglige brød.
Bakunin mente ikke at det var markedsøkonomien der havde skabt velstand for mennesker, men at det var den kollektive produktion. Han gjorde det klart at hvis alle individer arbejdede helt for sig selv, ville samfundet ikke nå langt. Derimod ligger styrken i de mange mennesker der samarbejder i store virksomheder, altså den kollektive produktion, og at det er dette der er vejen til velstand.
Han kritiserede den borgerlige individualisme (liberalisme) ved at forklare at han synes det er ulogisk at det producerede/goderne ikke bliver kollektivt fordelt når selve produktionen/arbejdet foregår kollektivt.
Bakunin skelnede mellem det frivilligt at underlægge sig autoritet og påtvungen autoritet, eksempelvis når man underlægger sig frivilligt skomagerens autoritet fordi man tror på at han/hun kan ordne skoene bedre end én selv, så er dette helt fint. Men så snart autoritet bliver påtvunget af andre, er det i orden at individet gør modstand og sætter sig op imod denne form for autoritet, den påtvungne autoritet.

## Teori

### Kritik af kommunismen
Mikhail Bakunin og Karl Marx, endte i ideologiske skænderier under Første Internationale, hvilket medførte, at Bakunin blev ekskluderet i 1872. Bakukin beundrede Kapitalen, og var enig med hvad han fandt i bogen selvom han ikke mente den kunne tale tydeligt nok til folket, men deres ideologiske forskelle blev tydelige når snakken kom på Det Kommunistiske Manifest. Bakunin troede ikke på de marxistiske ideer om at lade staten eller markedskræfterne afgøre ressourcernes fordeling og centralisere alle produktionsmidler i statens hænder, men mente derimod, at arbejderne selv skulle skabe forandringen gennem frie aftaler mellem foreningerne og hinanden. Den største splittelse mellem anarkisterne var om hvordan det socialistiske samfund skulle opnås; om det skulle opnås gennem en centraliseret statsmagt, der ifølge marxistisk teori langsomt ville opløse sig selv efterhånden som samfundet fik mere socialistiske produktivformer, eller om det socialistiske samfund skulle opnås gennem folket selv – gennem de arbejdende massers egne faglige organisationer og sammenslutninger. Mikhail Bakunin, skrev dette om kommunismen i The Paris Commune and the State Idea i 1871:
| „ | Kommunismen kan jeg ikke fordrage, da det er en nagation af frihed, og uden frihed kan jeg ikke forestille mig noget sandt menneskeligt. Jeg afskyr kommunisme, fordi det koncentrerer samfundets styrker i Staten, og bortødsler denne styrke i sin tjeneste: fordi den placerer al ejendom i Statens hænder, hvorimod mit princip er afskaffelsen af Staten selv. | “ |

Bakunin advarede meget imod, at marxisternes ønske om brug af en centraliseret statsmagt ville føre til opkomsten af et teknokrati (ekspertstyre), og mange anarkistiske tænkere har sidenhen i historien peget på sovjetunionens udfald for ar bekræfte de anarkistiske ideer om, at magt korrumperer og man kun ville kunne skabe frie samfund fra bunden og gennem folket selv.